# Tetbury
Tetbury is een civil parish in het bestuurlijke gebied Cotswold, in het Engelse graafschap Gloucestershire met 5472 inwoners.

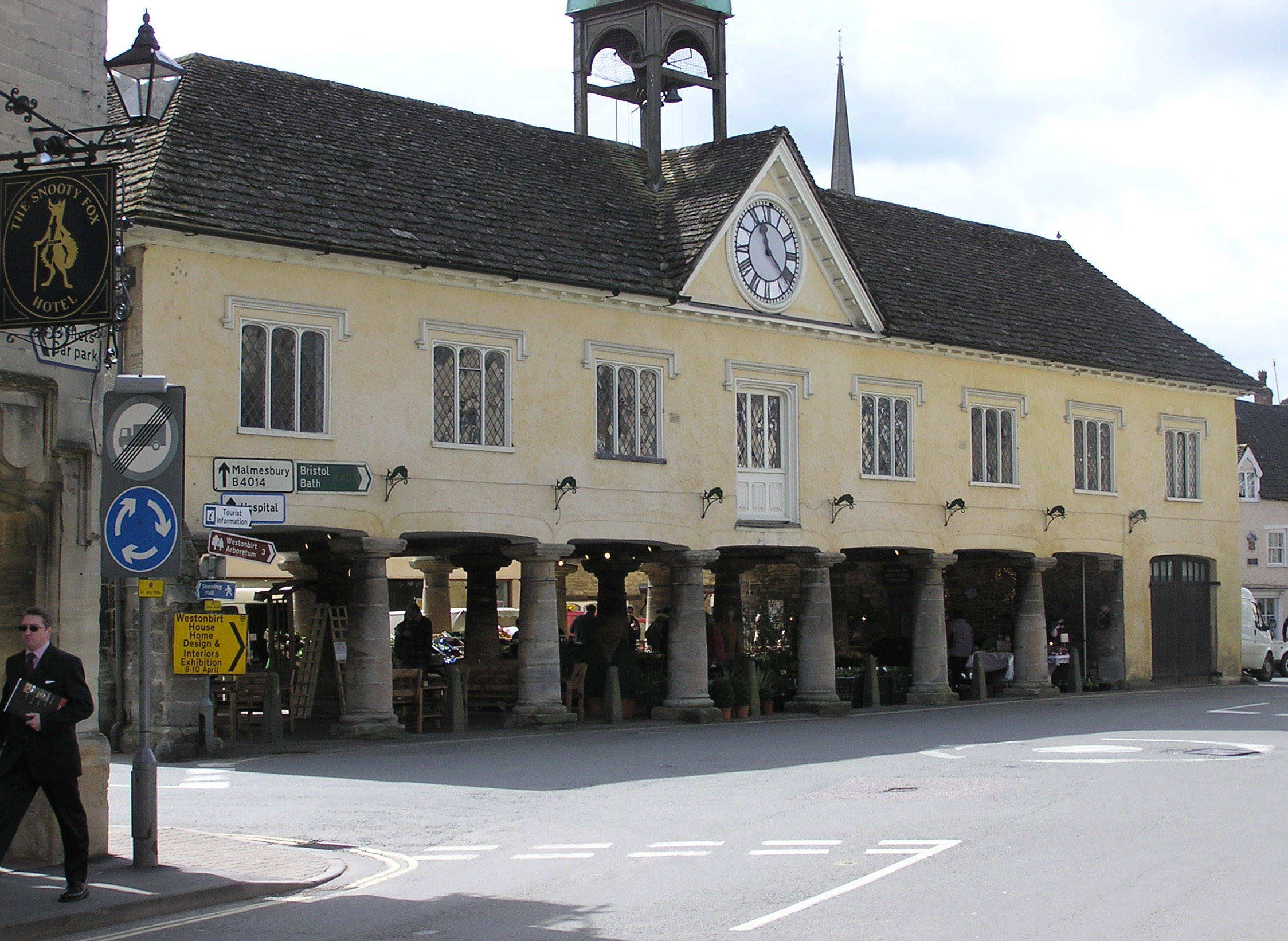
Markthal
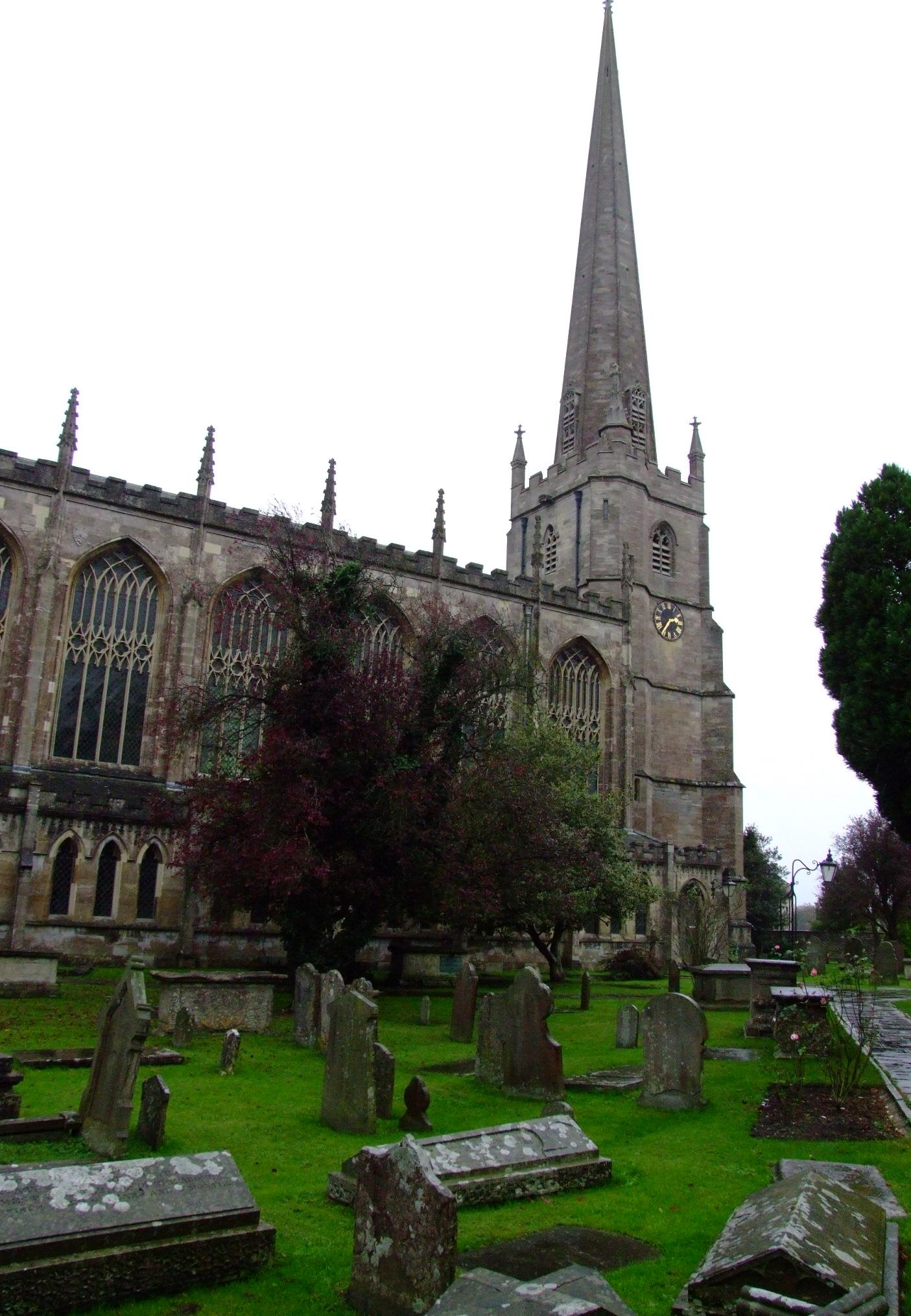
Kerk van Tetbury